# 320 mm/44 Mod. 1934
320 mm/44 Mod. 1934 е разработено и произвеждано в Италия корабно оръдие с калибър 320 mm. Състои на въоръжение в Кралските ВМС на Италия. Направено е чрез разпробиване на 305-мм оръдие Модел 1909. Поставяно е на модернизираните линейни кораби от типовете „Конте ди Кавур“ и „Андреа Дория“. Използва се през Втората световна война.

## История на създаването
С решенията на Вашингтонската морска конференция от 1922 г. строителството на нови линкори е забранено до 1931 г. Обаче в подписания договор са направени ред изключения. В частност, Италия и Франция, имащи към момента на подписване на договора най-слабите в бойно отношение линкори, получават правото да построят, започвайки от 1927 г., по два линкора, с обща водоизместимост не повече от 70 000 тона. Лондонския морски договор от 1930 г., продължаващ мораториума върху строителството на линкори до 1936 г., съхранява за Италия и Франция това право. Въпреки това, първоначално и двете страни не бързат да се възползват от тази възможност. В началото на 1920 г. двете страни се намират в сложно финансово положение, впоследствие, френското военнополитическо ръководство предпочита да харчи пари за сухопътна отбрана, преди всичко за „Линията Мажино“, а във висшите кръгове на Regia Marina става популярно мнението за отмиране на линкорите. В годините на Първата световна война италианските линкори не се показват като особено полезни кораби. и вследствие на това в италианския флот възниква теорията за преобладаващата роля на авиацията и подводните лодки в бъдещата морска война. Освен това, ръководството на двете страни не желае да провокира „линкорна“ гонка във въоръженията и предпочита да заема изчаквателна позиция.
През 1928 г. правителството на Ваймарската република обявява за залагането на „броненосеца“ „Дойчланд“ – главен кораб на серията „джобни линкори“ на германския флот. Това известие предизвиква голяма обезпокоеност в ръководството на френския флота и независимо от противодействието на парламента на Франция, то, през 1931 г., успява да издейства отделяне на средства за строителството на линейния крайцер „Дюнкерк“. Този кораб е заложен през 1932 г. Той има стандартна водоизместимост от 26 500 тона, скорост около 30 възела и е въоръжен с 330-мм оръдия с голяма далечина на стрелбата. Макар французите да го позиционират като ловец на немските „джобни линкори“, в италианските военноморски кръгове построяването на „Дюнкерк“ се разглежда като стъпка за промяна на status quo в Средиземно море. Към началото на 1930 г. италианския флот има в строя си само два линкора от типа „Андреа Дория“, въоръжени с 305-мм оръдия и развиващи скорост под 22 възела. Счита се, че френския кораб ще може да унищожи и двата италиански линкора, използвайки своето преимущество по скорост на хода и далекобойност на оръдията на главния калибър.
Командването на Regia Marina срочно започва изработването на ответни мерки. Най-очевидното е строителството на нови линкори. Към проектирането на бъдещите линкори от типа „Литорио“ действително пристъпват през 1932 г. Но това означава, че първият нов линкор ще влезе в строй не по-рано от след шест-седем години. Такъв промеждутък време означава, че в бъдещето ще възникне период, в който италианския флот няма да има какво да противопостави на френския линеен крайцер. В резултат на това, през 1932 г. е прието решението за коренна модернизация на двата линейни кораба от типа „Конте ди Кавур“ и още през 1933 г. на двата кораба започват работите. Проектът предвижда замяна на 60% от първоначалните конструкции. Корпусът се удължава, енергетичната установка напълно се сменя, усилва се бронирането, сменя се и въоръжението. Но особено остро стои въпроса за замяната на оръдията на главния калибър, без която модернизацията на линкорите губи смисъл.
Поставянето на нова артилерия на главния калибър е невъзможно. Първо, създаването на нови оръдия и тяхното поставяне изисква време съпоставимо с построяването на нов линкор. Второ, това би довело до недопустимо намаляване на броя на оръдията. Освен това, флотът вече води работи за създаване на нови 381-мм оръдия за линкорите от типа „Литорио“ и няма възможност да реализира още един подобен проект. В крайна сметка, е взето решението да се разпробият оръдията на главния калибър на линкорите от типа „Конте ди Кавур“, доколкото това е възможно до предела на тяхната здравина, да се разработят нови снаряди, а също да се увеличи ъгъла на възвишение на оръдията.

## Конструкция на оръдията320 mm/44 Mod. 1934
Линкорите от типа „Конте ди Кавур“ в първоначалния си вариант носят по 13 305-мм оръдия в пет кули – три триоръдейни и две двеоръдейни. В хода на реконструкцията средната триоръдейна кула е снета, а оръдията на останалите са подложени на сериозно преправяне. Благодарение на теловата конструкция на оръдията, успяват да увеличат техния калибър без изменение на външните им размери. Вътрешната тръба е извлечена, а след това е премахната част от намотката. В разширения канал е поставена нова тръба, с калибър 320 мм. Нарезката ѝ е постоянна, дясна, със стъпка 30 калибра. Относителната дължина на оръдията намалява и вече съставя 43,75 калибра, но официално оръдията се водят 320 mm/44. Останалата част от конструкцията на оръдията остава без изменения. Оръдията запазват буталния си затвор система Уелин с пневматичен механизъм. Тъй като оръдията на ликорите изначално имат малка разлика в устройството си, преправянето на оръдията на „Армстронг“, намиращи се на „Кайо Дуилио“ и „Джулио Чезаре“ е възложено на компанията „Ансалдо“, а работите над оръдията „Викерс“, на „Конте ди Кавур“ и „Андреа Дория“ се правят от компанията ОТО. Съответно, първите получават обозначението Mod. 1934, а вторите Mod. 1936. Характеристиките на двата модела са еднакви.
В резултат на направената работа, дулната енергия на оръдията нараства с 13,4%. Масата на бронебойния снаряд нараства с 16%. Обаче при това, се намаляването на здравината на ствола принуждава да се ограничи максималното налягане на барутните газове в ствола до 3100 атмосфери, което води до известно намаляване на началната скорост на по-тежките снаряди. Живучестта на ствола също се оказва невисока – 150 изстрела. Впрочем, ниската живучест на стволовете е характерна черта на почти всички образци италианска корабна артилерия.
Използват се два типа снаряди – бронебоен и фугасен. Тяхната дължина е еднаква, но поради големия размер на камерата, фугасният снаряд тежи по-малко – 458 кг против 525 кг на бронебойния. Съдържанието на взривно вещество в бронебойния снаряд е около 2%, което се вписва в руслото на появилите се през 1930 – 1940 г. тенденции за намаляване на теглото на ВВ в бронебойните снаряди. Метателният заряд, както и преди, се намира в четири картуза и има общо тегло 175 кг.
В качеството на метателен заряд италианския флот, от 1936 г., преминава към използването на две нови марки барут. Барутът NAC се произвежда от компанията „Динамит Нобел“ и се състои от 27% нитроглицерин, 66% нитроацетилцелулоза и 7% централит. FC4, произвеждан от компанията „Бомбрини-Пароди-Делфино“, включва в своя състав 28% нитроглицерин, 64% нитроцелулоза, 4% фталат, 4% централит и 1% вазелин. По ефективност тези състави отстъпват на британските и немските барути. Безпламенни барути за артилерията голям калибър италианците нямат, което прави трудна нощната стрелба. Освен това, италианските стандарти за производство на боеприпаси допускат прекалено значителни отклонения, което води до голямо разсейване на снарядите в залпа. Този проблем засяга и оръдията 320 mm/44 Mod. 1934/1936.
| калибър, мм                     | 304,8         | 304,8         | 320                         |
| дължина на ствола, калибри      | 46            | 46            | 44                          |
| маса на оръдието, кг            | 63 500        | 63 500        | 64 000                      |
| скорострелност, изстрела/минута | 2             | 2             | 2                           |
| тегло на снаряда, кг            | 452           | 452           | 525                         |
| тегло на заряда, кг             | 117           | 117           | 175                         |
| началная скорост, м/с           | 840           | 840           | 830                         |
| максимална далечина, м          | 24 000 (+20°) | 24 000 (+20°) | 28 600 (+27°) 29 400 (+30°) |
| дулна енергия, МДж              | 159,4656      | 159,4656      | 180,8362                    |

## Коментари
1. ↑  За цялата Първа световна война италианските линкори нито веднъж не стрелят по противника.
2. ↑  Във френския флот корабите от типа „Дюнкерк“ са класифицирани като линкори.
3. ↑  Далечината на стрелба на италианските линкори съставлява 24 000 м, а на „Дюнкерк“ – 41 700 м.
4. ↑  Стволовете на оръдията с телова конструкция се състоят от вътрешна тръба, намотана върху нея стоманена тел и външна тръба.